# 16044 Kurtbachmann
16044 Kurtbachmann è un asteroide della fascia principale. Scoperto nel 1999, presenta un'orbita caratterizzata da un semiasse maggiore pari a 2,9243775 UA e da un'eccentricità di 0,0598915, inclinata di 1,47144° rispetto all'eclittica.